# 157P/Tritton
157P/Tritton, komet Jupiterove obitelji. 